# きりゅう映画祭
きりゅう映画祭（きりゅうえいがさい）は、群馬県桐生市の映画祭。桐生市、みどり市の魅力発信を目的として、公益社団法人桐生青年会議所の主催のもと2011年より毎年開催されている。きりゅうシネマとして上映する作品は、地元で撮影した短編という特徴がある。2013年より、必ずしも桐生市、みどり市に関連しない短編作品を公募するきりゅうアワードというコンペティションも開催されている。第11回で終了した。

## 歴代作品

### きりゅうシネマ
桐生市、みどり市に関連する作品。
| 開催年 | 作品名（監督名）                               | 出典        |
| ------ | ---------------------------------------------- | ----------- |
| 2011年 | また、あした（近藤和彦）                       | [ 4 ]       |
| 2011年 | 蒼い手（中江和仁）                             | [ 4 ]       |
| 2011年 | 桐生の風（栗城弘一郎）                         | [ 4 ]       |
| 2011年 | a Documentary film of UNDERCOVER（永戸鉄也）   | [ 4 ]       |
| 2012年 | 桐生人（Yuki Saito）                           | [ 4 ]       |
| 2012年 | 京太の放課後（大川五月）                       | [ 4 ]       |
| 2012年 | 水の足跡（金子雅和）                           | [ 4 ]       |
| 2013年 | 男爵花嫁（たじまなおこ）                       | [ 1 ]       |
| 2013年 | ある夜（深澤尚徳）                             | [ 1 ]       |
| 2014年 | KI・RYU（川上信也）                            | [ 5 ]       |
| 2014年 | ひもかわラプソディ（中村佳代）                 | [ 5 ]       |
| 2014年 | 名無しの幽子（齊藤雄基）                       | [ 5 ]       |
| 2015年 | HERO SHOW（近藤巧）                            | [ 6 ]       |
| 2015年 | わたしのまち（丸山隆）                         | [ 6 ]       |
| 2016年 | エクラド －あの空の向こうに－（加藤大志）      | [ 7 ] [ 8 ] |
| 2016年 | 堕ちる（村山和也）                             | [ 7 ] [ 8 ] |
| 2017年 | リクエスト・コンフュージョン（マキタカズオミ） | [ 9 ]       |
| 2017年 | JKエレジー（松上元太）                         | [ 9 ]       |
| 2020年 | あい（赤松亨）                                 | [ 10 ]      |
| 2020年 | WAO（安村栄美）                                | [ 10 ]      |
| 2022年 | 母の反抗期（近江浩之）                         | [ 11 ]      |
| 2022年 | Dis_me Land（カツヲ）                          | [ 11 ]      |
| 2022年 | ただの夏の日の話（松岡芳佳）                   | [ 11 ]      |

### きりゅうアワード
コンペティション。応募作からノミネートされたものを上映・審査し、グランプリを決定する。来場者による投票で選出される観客賞もある。2013年に始まり、2015年からは毎年実施されている。
下表の上段にグランプリを、下段に観客賞を示す。
| 開催年 | 作品名（監督名）                   | 応募総数 | 出典  |
| ------ | ---------------------------------- | -------- | ----- |
| 2013年 | フルスイング（齊藤雄基）           | 77       | [ 3 ] |
| 2013年 | もしもし、詐欺ですけど（後藤庸介） | 77       | [ 3 ] |
| 2015年 | 一万円札（松浦本）                 | 66       | [ 3 ] |
| 2015年 | エンドロールを撮りに（中泉裕矢）   | 66       | [ 3 ] |
| 2016年 | とけいのはなし（阿部静）           | 83       | [ 3 ] |
| 2016年 | さいごのごちそう（李智亨）         | 83       | [ 3 ] |
| 2017年 | なぎさ（古川原壮志）               | 111      | [ 9 ] |
| 2017年 | VANISH（畑井雄介）                 | 111      | [ 9 ] |